# The Rains of Castamere

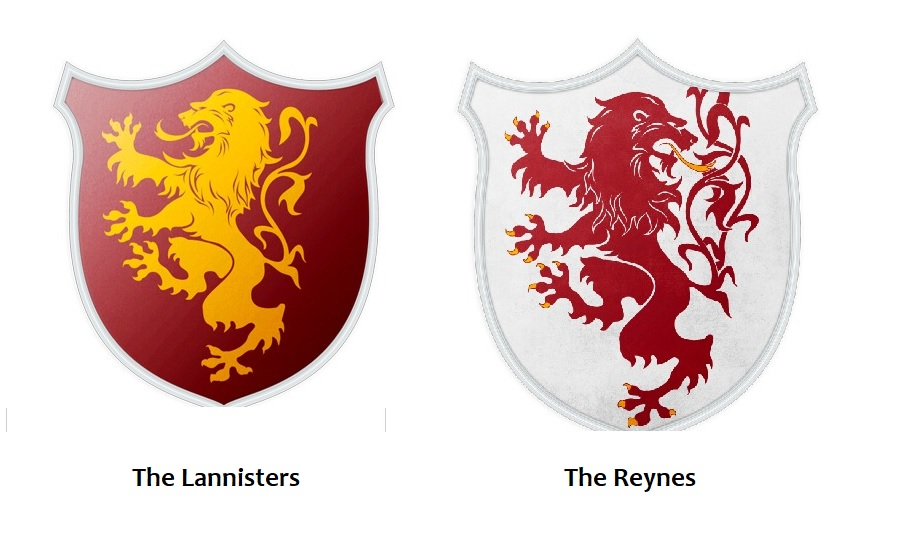
Герби родів Ланністерів і Рейнів

«The Rains of Castamere» (укр. Дощі Кастамере / Рейни з Кастамере) — пісня (балада) із серіалу «Гра престолів» американського каналу HBO. Була написана виконавчими продюсерами серіалу Девідом Беніоффом та Деніелом Бреттом Вайсом за мотивами книги «Буря мечів» із циклу фентезійних романів Джорджа Мартіна «Пісня льоду й полум'я». Музику до пісні написав Рамін Джаваді, а вперше вона прозвучала на телебаченні у виконанні американського інді-рок-гурту The National.
Пісня набула надзвичайної популярності після екранізації 9-ї серії 3-го сезону (літо 2013 року) серіалу, де відбулися події так званого «Червоного весілля». Вона викликала неоднозначні оцінки глядачів та критиків через яскраві сцени насильства. Пісня звучала також у 2 серії 4 сезону (смерть Джоффрі Баратеона) і у 10 серії 4 сезону (смерть Тайвіна Ланністера).

## Легенда
В пісні йдеться про двох лордів Вестеросу — Тайвіна Ланністера («золотий лев») та Рейна («червоний лев»). За її сюжетом лорд Рейн повстав проти ще молодого лорда Тайвіна Ланністера і вирішив, що зможе його перемогти у війні. У результаті запеклої битви переміг Тайвін Ланністер, і для того, щоб продемонструвати іншим своїм васалам урок, повністю знищив родовий замок Рейнів — Кастамере. В циклі романів «Пісня льоду й полум'я» пісня згадується регулярно і часто слугує застереженням для тих, хто думає перейти дорогу родині Ланністерів. Прикметно, що одразу після того, як король півночі Робб Старк спланував напад на родинний замок Ланністерів — Стрімчак Кастерлі, його було вбито на весіллі доньки лорда Уолдера Фрея саме під пісню «Дощі Кастамер».
Окремо слід сказати, що англійською мовою назва пісні обігрує співзвучність між іменем роду Рейнів (Reyne) і словом дощ (англ. rain).

## Виконання українською
В червні 2020-го Аніта Заварова виклала на своєму ютуб-каналі кавер, який став першим україномовним.
В листопаді 2020 з'явилась двомовна (англійсько-українська) версія Eileen.

## Тексти пісні
| Оригінал англійською (Д. Беньов, Д. Б. Вайс) | Дослівний переклад | Український поетичний переклад (Костенко Р.) | Український художній переклад (А. Дробович) | Художній переклад (В.Бродовий) | Художній переклад (Аніта Заварова) |
| --- | --- | --- | --- | --- | --- |
| And who are you, the proud lord said, that I must bow so low? Only a cat of a different coat, that's all the truth I know. In a coat of gold or a coat of red, a lion still has claws, And mine are long and sharp, my lord, as long and sharp as yours. And so he spoke, and so he spoke, that lord of Castamere, But now the rains weep o'er his hall, with no one there to hear. Yes now the rains weep o'er his hall, and not a soul to hear. | Та хто Ви такий, сказав гордий лорд, що маю так низько вклонятися [Вам]? Лише кіт з іншою шерстю - ось і вся правда, що знаю я. Золотава шерсть або червона шерсть - Однаково лев має пазурі. І мої [пазурі] довгі і гострі, мілорде, не менш довгі і гострі, ніж Ваші. І так він говорив, і так він говорив, Той лорд із Кастамер, Але тепер дощі плачуть в його обителі [пустій], де нікому це чуть. Так тепер дощі плачуть в його обителі, і ні душі щоб почути | Скажи мені, хто ти такий, щоб я тобі вклонявсь? Такий же кіт, лиш інший щит - це все, що бачу я. Червоний лев чи золотий, він має пазурі. Мої ж і гострі, і міцні - не гірші за твої. Так гордо посланцю казав Володар Кастамере. І тільки дощ в порожній залі сльози ллє тепер. Ніхто не чує, як за ним дощ сльози ллє тепер... | Хто ти такий, раз лорд спитав, що я хилю чоло? Лиш бачу я, той самий кіт, та інше полотно. Пурпурний лев чи золотий, у пазурах вся річ. І в мого льва, затямте сер, вони не менш гострі. Так він сказав, так він сказав, той лорд із Кастамер… Лиш дощ тепер у замку ллє, де нікому це чуть Так дощ тепер у замку ллє, і ні душі не чуть. | На престолі вранці рано Князь до князя промовляє: «Не скорюсь тобі я, пане, Лев хай лева не лякає. Кіт черлений, кіт у златі — Кожен гострі кігті має. Пазур на черленій лапі Чей не гірше убиває.» Так казав він вражій силі, Певний моці свого дому. …Рине дощ у Кастамирі, Та не чуть його нікому. | Казав той лорд, хто ти такий, Щоб я тобі вклонивсь? Аж на гербі той самий кіт - Різниця кольорів. Червоний лев чи золотий, Він має пазурі, Твої не довші, не гостріш, Мій лорде, аніж мої. Лорд з Кастамера так казав Зухвалий і палкий, Але тепер порожній зал, Нікому не ввійти. Там віє вітер, ллють дощі, Й не чутно ні душі. |